# Reputasyon
Reputasyon é uma telenovela filipina produzida e exibida pela ABS-CBN, cuja transmissão ocorreu em 2011.

## Elenco
- Cristine Reyes[3] - Agnes delos Santos
- Rayver Cruz[4] - Henry Aragon
- Jason Abalos[5] - Boyet Mangubat
- Jill Yulo - Niña delos Santos